# نيويورك كوروس
يعتبر نيويورك كوروس مثالًا مبكرًا على التماثيل بالحجم الطبيعي في اليونان. نحت التمثال الرخامي لشاب يوناني، كوروس، في أتيكا، وله وضع مصري، وبخلاف ذلك، تم فصله عن الكتلة الحجرية. سمي بموقعه الحالي في متحف المتروبوليتان للفنون في مدينة نيويورك. ذكر متحف المتروبوليتان للفنون في «تمثال من الرخام لكورو (الشباب)» أن «التمثال يمثل قبر شاب أرستقراطي أثيني».

## الأسلوب
يشبه هذا التمثال تمثال منتومحات (شبه المعاصر) ويمثل مثالًا على أسلوب التماثيل الديدالي. التمثال منمنم وليس تمثيليًا. إنه هندسي للغاية، والجسم مثالي ومستخلص، خاصة في العضلات ومناطق المفاصل. العيون والوجه ليست واقعية بالنسبة لكيفية ظهور الشخص. هذا التمثال لا يحاول أن يكون ذا طبيعة رصدية. لا لبس في أن شكل شخصية ذكورية بذراعيه مستقيمتين إلى جانبيه، واقفًا منتصباً ومتجهًا للأمام. كوروس صلب وصلب وخطي؛ هناك القليل من الحركة المصورة ولم يتم التطرق إلى تفاصيل الشكل في مخطط الجسم العام للموضوع. ومع ذلك، يتم عرض القدم اليسرى على أنها مقدمة للقدم اليمنى، مما يشير على الأرجح إلى المشاهد أن كوروس يمشي.

## السياق
تم نحت هذا الكوروس في أتيكا خلال الفترة القديمة من اليونان القديمة. لقد كان الوقت الذي انقسمت فيه اليونان إلى العديد من دول المدن. كان الفنانون اليونانيون يصنعون المزيد والمزيد من التمثيلات الطبيعية للشخصية البشرية طوال القرن السادس قبل الميلاد. خلال هذا الوقت، كانت اليونان تخرج من فترة الاستشراق، حيث تأثرت اليونان القديمة بشكل متزايد بمختلف الحضارات الشرقية والجنوبية. وهذا يفسر سبب اتخاذ التمثال مظهرًا أكثر طبيعية من الفن اليوناني السابق، ومع ذلك لا يزال يحتفظ بسمات الاستشراق - لا سيما التأثير المصري، الذي كان لهم اتصال كبير به. غالبًا ما كانت تُستخدم كوروس كعلامات قبر أو إهداء للآلهة.
العديد من الكوروس، بأسلوب هذا النمط، تأثروا بشكل كبير بالمصريين، مع الساق اليسرى للأمام والذراعين على الجانب. تشير الأدلة التاريخية إلى أن الإغريق كان لديهم بعض الإلمام بالإجراءات الفنية المصرية في هذه المرحلة وأن الزائرين اليونانيين لمصر - الذين فتنهم التماثيل المصرية الضخمة التي رأوها - أقنعوا النحاتين اليونانيين بتبني أسلوب وزيادته لإزالة بلانتزوس، على حد تعبير هورويت. وكامبل في كوروس، «الشاشات الحجرية التي تربط الأرجل والذراعين»، «اللوح الرأسي الذي توضع ضده التماثيل المصرية عادة»، ولإضفاء العري على الموضوع. كما استخدموا نظام الشبكة المصرية.

### التأثير المصري
صرح قسم الفن اليوناني والروماني في متحف المتروبوليتان للفنون في الفن اليوناني في العصر القديم أنه من خلال نسب التمثال، بالإضافة إلى شكله، يظهر هذا الكوروس تأثيره من مصر. في الواقع، مثل العديد من الكوروس الآخرين، تم استعارة الوضع والموقف نفسه بشكل مباشر من الفن المصري، مما يفسر على الأرجح تشابهه مع التماثيل مثل تمثال منتومحات والأيقونية وراء الموقف والموقف المماثل. كان هذا الكوروس بمثابة علامة قبر لأحد الأرستقراطيين الأثيني الشاب، وقد تم إنتاجه من قبل شخص من ثقافة العلية. يظهر هذا لأن الآثار الجنائزية في الثقافة الأثينية كانت شائعة بشكل خاص لتمييز قبور الأشخاص الذين ماتوا صغارًا (ولكن ليس بالضرورة تصويرهم). في هذه النواحي، يعتبر هذا الكوروس نموذجيًا جدًا للكوروس اليوناني في ذلك الوقت.
الأبعاد: 76 5/8 × 20 5/16 × 24 7/8 بوصة (194.6 × 51.6 × 63.2 سم) أخرى (الارتفاع بدون القاعدة): 76 5/8 بوصة (194.6 سم) أخرى (الارتفاع من الرأس): 12 بوصة (30.5 سم) أخرى (طول الوجه): 8 7/8 بوصة (22.6 سم) أخرى (عرض الكتفين): 20 5/16 بوصة (51.6 سم) ج. 590-580 قبل الميلاد.